# Аппетит приходит во время еды

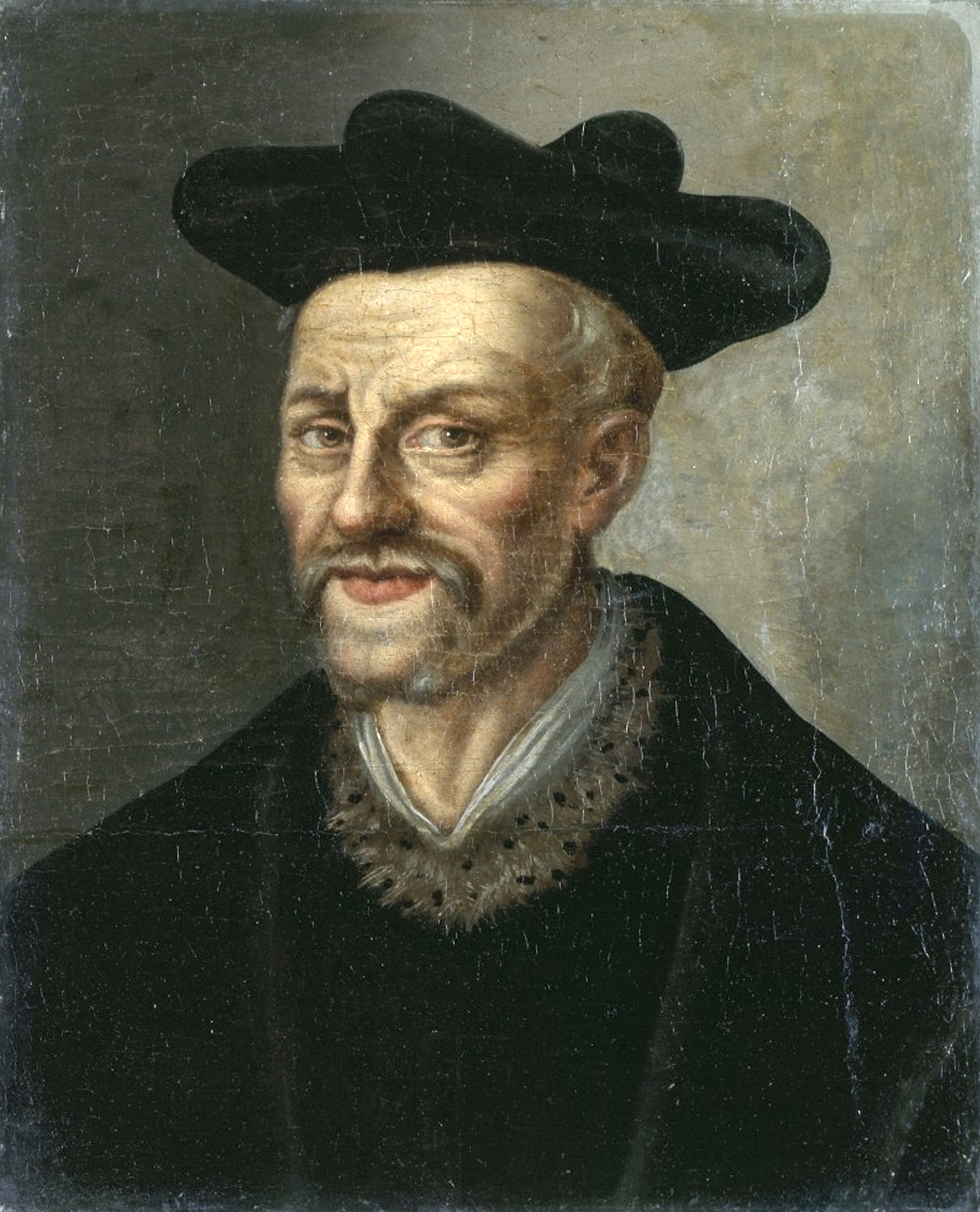
Франсуа Рабле. Неизвестный художник. Национальный музей Трианона

«Аппетит приходит во время еды» (фр. L’appetit vient en mangeant) — фразеологизм французского происхождения, имеющий несколько значений. Так говорят о том, кто, имея что-либо, хочет иметь ещё больше. При достижении чего-либо возникает желание добиться большего успеха; влечение к делу увеличивается по мере занятия им. Выражение часто употребляется в ироническом плане, обыгрывается и видоизменяется различным образом.

## Происхождение
По наиболее распространённой версии, выражение восходит к цитате из первой книги романа французского писателя Франсуа Рабле «Гаргантюа и Пантагрюэль», опубликованной в 1533 году. В пятой главе («Беседа во хмелю») пирующие обмениваются ироничными репликами и один из них произносит: «— „Аппетит приходит во время еды“, сказал Анже Манский; жажда проходит во время пития» (L’appétit vient en mangeant, la soif s’en va en buvant). В первом издании книги «Крылатые слова» советских филологов Николая и Марии Ашукиной указывалось, что выражение обязано своим появлением французскому епископу Жерому де Анже (?—1538), применившего его в своём трактате «О причинах» (De Causis; 1515). Ранее в комментариях к роману Рабле трактат Анже неоднократно фигурировал в качестве источника фразы. В комментарии критического издания романа (Rabelais, F. Gargantua. — Genève: Droz; Paris: Minard, 1970. — 457 p.) указывалось, что ссылка писателя на Анже Манского имеет ироническую основу. Трактат был написан на латинском языке, насыщен запутанными схоластическими и тавтологическими размышлениями. В одном месте Анже употребил неясный оборот «стремится действием стремления» (appetit actu appetendi). Современные исследователи предполагают, что именно это место стало объектом пародии со стороны Рабле. Его ирония основана на обыгрывании сходства латинского слова appetitus (стремление, влечение) с французским существительным appetit (аппетит). Таким образом появилось выражение «Аппетит приходит во время еды» (L’appetit vient en mangeant). Установлено, что оборот appetit actu appetendi появился задолго до Анже Манского. Так, он употреблялся уже в «Вопросах для диспутов», «Кводлибет» (Quodlibeta; 1289) философа-схоласта, профессора Парижского университета Годфруа де Фонтена (Godefroid de Fontaines).
Имеются и другие версии происхождения фразы. Латинский поэт Овидий писал: «…в нём [Эрисихтон] пища любая // К новой лишь пище влечёт» (Метаморфозы, VIII, 840). Также фразеологизм приписывался Жаку Амио, французскому писателю-гуманисту, переводчику Плутарха. В 1690 году в словаре Антуана Фюретьера она приведена в форме: «Во время еды приходит аппетит» (En mangeant l’appétit vient), и сопровождалась комментарием: «Эта пословица исходит от Амио, епископа Осерского». В работе «Этимология, или Объяснение французских пословиц» (L’étymologie ou Explication des proverbes françois; 1656) Флёри де Беллингена (Fleury de Bellingen) выражение также связывают с Амио. Согласно этой версии, в 1557 году он стал воспитателем будущих королей Франции Карла IX и Генриха III. Когда последний взошёл на французский престол, то выполнил пожелание учителя и предоставил ему в распоряжение богатое аббатство. После того как освободилась должность епископа Осера, Амио обратился с просьбой назначить на неё его. В ответ Генрих III заметил, что ранее Амио был удовлетворён и аббатством. Тот якобы парировал фразой: «Ваше Величество, аппетит приходит во время еды». Однако с хронологической точки зрения эта версия не выдерживает критики, так как Амио стал епископом Осера только в 1570 году (во время правления Карла IX), то есть через несколько десятилетий после публикации книги Рабле.
В 1842 году историк Антуан Леру де Линси (Antoine Le Roux de Lincy) в «Книге французских пословиц» (Le Livre des proverbes français) отнёс происхождение выражения к пословице XV века. Несмотря на то, что он не привёл своих источников, эта версия часто приводится в комментариях книги Рабле. У де Линси приведён также вариант «Аппетит проходит (букв. теряется) во время еды», что объясняют влиянием второй половины фразы Рабле — «Жажда проходит во время пития».
В словаре русского филолога Морица Михельсона «Русская мысль и речь» (1903—1904) афоризм Рабле переведён следующим образом: «Аппетит является во время еды». В качестве русского аналога указано выражение: «Чем больше есть, то больше хочется». Подобного рода конструкции фиксируются в России со второй половины XIX века. Их появление связывают с романом Чарльза Диккенса «Холодный дом» (1853), где упоминается в парадоксальном виде: «Чем больше пьёшь, тем больше хочется пить».
Российский лингвист Валерий Матвиенко предположил, что оборот имеет народное происхождение и восходит к традициям гостеприимства. Так говорили, когда гости отказывались от угощения в связи с отсутствием у них аппетита. В ответ хозяин предлагал поесть, чтобы аппетит появился. Выражение широко представлено во многих языках мира, что, по мнению Матвиенко, можно объяснить французским книжным влиянием. Выражение неоднократно обыгрывалось в литературе, средствах массовой информации. Польский писатель Станислав Ежи Лец придумал собственную ироничную версию: «Аппетит приходит во время еды, но не уходит во время голода».